# Hallfreðr vandræðaskáld
Hallfreðr Óttarsson, detto Vandraedaskald (Il Poeta Turbolento) (Vatsndabr, 965 – Iona, 1007), è stato un poeta islandese.
Fu soprannominato il difficile da Olaf Tryggvason per la sua idiosincrasia al battesimo. Dopo la morte di Olaf Tryggvason in battaglia Hallfreðr Óttarson gli compose una lunga opera encomiastica.